# Фигуративни број
Израз фигуративни број различити писаци користе за чланове различитих скупова бројева, генерализујући од троугаоних бројева до различитих облика (полигонални бројеви) и различитих димензија (полихедрални бројеви). Израз може да значи
- полигонални број
- број представљен као дискретни r-димензионални правилни геометријски образац r-димензионалне лопте, као што је полигонални број (за r = 2) или полихедрални број (за r = 3).
- члан подскупа горенаведеног скупа садржи само троугаоне бројеве, пирамидалне бројеве, и њихове аналоге у другим димензијама.[1]

## Терминологија
У историјским радовима о Грчкој математици најчешће употребљиван израз је фигуративни број.
За употребу од Арс Коњектанди Јакоба Бернулија, термин фигуративни број се користио за троугаоне бројеве састављене од узастопних целих бројева, тетраедалних бројева састављених од узастопних троугаоних бројева, итд. Испоставило се да су ово биномни коефицијенти. У овој употреби квадратни бројеви 4, 9, 16, 25 се не би сматрали фигуративним бројевима распоређеним у квадрат.
Велики број других извора користи термин фигуративни број као синоним за полигоналне бројеве, без обзира да ли је само уобичајена врста или су оба и центрирани полигонални бројеви.

## Историја
Модерна студија фигуративних бројева сеже до Фермата, конкретно теореме Ферматовог полигоналног броја. Касније, то је постала значајна тема за Ојлера, који је дао експлицитну формулу за све троугаоне бројеве који су савршени квадрати, међу многим другим открићима у вези са фигуративним бројевима.
Фигуративи бројеви су имали значајну улогу у модерној рекреативној математици. У математичким истраживањима, фигуративни бројеви су проучавани путем Ерхартових полинома, полинома који рачунају број целобројних тачака у полигонима или полихедронима када је проширено датим фактором.

## Троугаони бројеви
Троугаони бројеви за n = 1, 2, 3, ... су резултат супротстављања линеарних бројева (линеарних гномона) за n = 1, 2, 3, ...:
| * | * · * · * | * · * · * · * · * · * | * · * · * · * · * · * · * · * · * · * | * · * · * · * · * · * · * · * · * · * · * · * · * · * · * | * · * · * · * · * · * · * · * · * · * · * · * · * · * · * · * · * · * · * · * · * |

Ово су биномни коефицијенти {\displaystyle n+1 \choose 2}. Ово је случај када је r=2 чињенице да r-та дијагонала Паскаловог троугла за {\displaystyle r\geq 0} садржи фигуративни број за r-димензионалне аналоге троугла (r-димензионални симплекси).
Значајни политопски бројеви за r = 1, 2, 3, 4, ... су:
- {\displaystyle P_{1}(n)={\frac {n}{1}}={n+0 \choose 1}} (линеарни бројеви),
- {\displaystyle P_{2}(n)={\frac {n(n+1)}{2}}={n+1 \choose 2}} (троугаони бројеви),
- {\displaystyle P_{3}(n)={\frac {n(n+1)(n+2)}{6}}={n+2 \choose 3}} (тетраедални бројеви),
- {\displaystyle P_{4}(n)={\frac {n(n+1)(n+2)(n+3)}{24}}={n+3 \choose 4}} (пентакорични бројеви, пентатопијски бројеви,4-симплекс бројеви),

{\displaystyle ...}
- {\displaystyle P_{r}(n)={\frac {n(n+1)(n+2)...(n+r-1)}{r!}}={n+r-1 \choose r}} (r-топски бројеви, r-симлпекс бројеви).

Изрази квадратни број и кубни број потичу из њиховог геометријског представљања као квадрат или коцка. Разлика два позитивна троугаона броја је трапезоидни број.

## Гномон
8   8   8   8   8   8   8   8
8   7   7   7   7   7   7   7
8   7   6   6   6   6   6   6
8   7   6   5   5   5   5   5
8   7   6   5   4   4   4   4
8   7   6   5   4   3   3   3
8   7   6   5   4   3   2   2
8   7   6   5   4   3   2   1